# Krk (ville)
Pour les articles homonymes, voir Krk.
Krk ([kr̩k]) est une ville et une municipalité située sur l'île de Krk, dans le comitat de Primorje-Gorski Kotar, en Croatie. Au recensement de 2001, la municipalité comptait 5 491 habitants, dont 90,86 % de Croates et la ville seule comptait 3 364 habitants.

## Histoire
L'ancien nom de la ville et de l'île du même nom est « Veglia ». On y parlait au Moyen Âge un dialecte appelé « végliote », une des deux branches distinctes du dalmate, il y fut parlé jusqu'au début du XIXe siècle.
La ville est antique, elle compte parmi les plus vieilles de la mer Adriatique. Le site a été continuellement peuplé depuis l'époque romaine et a été intégré à la Dalmatie byzantine après que l'empire Occidental romain soit tombé aux mains des barbares.
Des ruines romaines sont encore visibles dans la ville, notamment des mosaïques dans des habitations. On trouve également de nombreux vestiges médiévaux, comme le château Frankopan près du parc Kamplin, et une partie des murs de la ville, construits pendant les cinq siècles de présence vénitienne dans les lieux.
Kamplin est appelée la principale place de la vieille ville, son nom dérive du latin campus, qui signifie le champ. Pendant l'époque romaine, une un domaine existait près des stations thermales. Les restes des colonnes de temple sur place donnent une idée d'une grande construction.
Au XIIIe siècle, une branche cadette de la famille aristocratique italienne des Frangipani s'y installe et donne naissance à la famille croate des Frankopan. On y employait alors l'alphabet glagolitique. Krk fut la dernière île croate à être occupée par les vénitiens. Au XIXe siècle, la ville fut le centre du mouvement illyrien.
Il existait une forte communauté italienne dans la ville mais celle-ci revint à la Yougoslavie en 1921, en prenant le nom de Krk pour la première fois. Elle est ensuite temporairement occupée par 
Gabriele D'Annunzio en 1921 puis intégrée 20 ans plus tard à la province de Fiume entre 1941 et 1943. Les partisans de Josip Broz Tito la libèrent en 1944.
Il existe toujours une petite communauté italienne représentée par l'« Unione Italiana » de Croatie.

## Population
Historiquement, il y avait une population significative d'Italiens à Krk, les Dalmatiens Italiens. Selon les recensements autrichiens ils étaient 1,449 Dalmatien Italiens (71.1% de la population totale) en 1890, 1,435 (69.2%) en 1900 et 1,494 (68%) en 1910. Leur nombre à drastiquement chuté à cause de l'exode istrien, qui s'est pris place de 1943 jusqu'à 1960. Au recensement croate de 2011, il y avait 33 Dalmatiens Italiens présent à Krk, qui correspond à 0.53% de la population totale.

## Localités
La municipalité de Krk compte 15 localités : 
| - Bajčići - Brusići - Brzac - Kornić - Krk - Lakmartin - Linardići - Milohnići | - Muraj - Nenadići - Pinezići - Poljica - Skrbčići - Vrh - Žgaljići |